# Ashwini Ponnappa

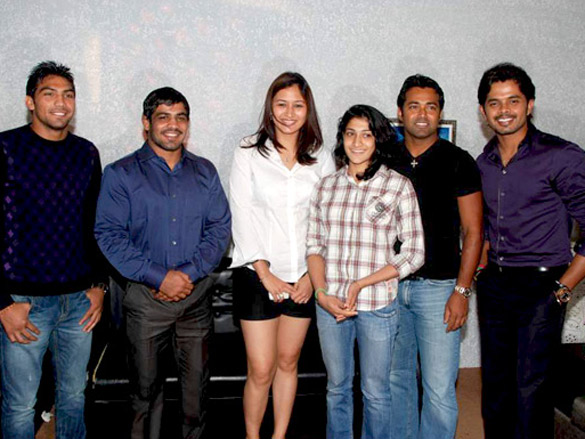
Die dritte Person von rechts

Ashwini Ponnappa Machimanda (* 18. September 1989 in Bangalore) ist eine indische Badmintonspielerin. 

## Karriere
2006 gewann Ashwini Ponnappa ihren ersten Titel bei den Einzelmeisterschaften der Junioren in Indien im Damendoppel mit Nitya Sosale. 2010 wurde sie Zweite bei den Südasienspielen im Damendoppel mit P. C. Thulasi. Bei derselben Veranstaltung entschied sie die Mixedwertung gemeinsam mit Valiyaveetil Diju für sich. 2010 gewann sie bei den Commonwealth Games Silber mit dem Team und Gold im Damendoppel.

## Sportliche Erfolge
| Saison | Veranstaltung                              | Disziplin   | Platz | Name                                 |
| ------ | ------------------------------------------ | ----------- | ----- | ------------------------------------ |
| 2006   | Indien: Einzelmeisterschaften der Junioren | Damendoppel | 1     | Nitya Sosale / Ashwini Ponnappa      |
| 2007   | Indien: Einzelmeisterschaften der Junioren | Damendoppel | 1     | Nitya Sosale / Ashwini Ponnappa      |
| 2009   | Indien: Einzelmeisterschaften              | Damendoppel | 1     | Jwala Gutta / Ashwini Ponnappa       |
| 2010   | Südasienspiele                             | Mixed       | 1     | Valiyaveetil Diju / Ashwini Ponnappa |
| 2010   | Südasienspiele                             | Damendoppel | 2     | P. C. Thulasi / Ashwini Ponnappa     |
| 2010   | Südasienspiele                             | Damenteam   | 1     | Indien                               |
| 2010   | Commonwealth Games                         | Damendoppel | 1     | Jwala Gutta / Ashwini Ponnappa       |
| 2010   | Commonwealth Games                         | Team        | 2     | Indien                               |